# Championnats d'Europe d'escalade 2024
Navigation
Munich 2022 Édition suivante
Les Championnats d'Europe d'escalade 2024, quinzième édition des Championnats d'Europe d'escalade, ont lieu du 27 août au 1er septembre 2024 à Villars-sur-Ollon, en Suisse. Les épreuves se tiennent sur la Königsplatz. Pour la première fois, des championnats d'Europe de handi-escalade sont également organisés (AL, AU, B, RP) les 24 et 25 août.
Le format combiné adopté pour ce championnat reste bloc et difficulté, format olympique des jeux de Paris 2024.

## Podiums

### Hommes
| Épreuves   | Or                   | Or | Argent                  | Argent | Bronze                  | Bronze |
| ---------- | -------------------- | -- | ----------------------- | ------ | ----------------------- | ------ |
| Difficulté | Sascha Lehmann (SUI) |    | Sam Avezou (FRA)        |        | Guillermo Peinado (ESP) |        |
| Bloc       | Sam Avezou (FRA)     |    | Maximillian Milne (GBR) |        | Dayan Akhtar (GBR)      |        |
| Combiné    | Sam Avezou (FRA)     |    | Sascha Lehmann (SUI)    |        | Jonas Utelli (SUI)      |        |
| Vitesse    | Ludovico Fossali     | NC | Matteo Zurloni          | NC     | Erik Noya Cardona       | NC     |

### Femmes
| Épreuves   | Or                  | Or | Argent                | Argent | Bronze                  | Bronze |
| ---------- | ------------------- | -- | --------------------- | ------ | ----------------------- | ------ |
| Difficulté | Laura Rogora (ITA)  |    | Jenya Kazbekova (UKR) |        | Lynn van der Meer (NED) |        |
| Bloc       | Naïlé Meignan (FRA) |    | Ayala Kerem (ISR)     |        | Agathe Calliet (FRA)    |        |
| Combiné    | Laura Rogora (ITA)  |    | Jenya Kazbekova (UKR) |        | Zélia Avezou (FRA)      |        |
| Vitesse    | Natalia Kałucka     | NC | Patrycja Chudziak     | NC     | Giulia Randi            | NC     |